# Odontadenia
Odontadenia és un gènere de fanerògames de la família de les Apocynaceae. Conté 20 espècies acceptadas. És originari de l'Amèrica tropical.

## Descripció
Són lianes que quan es tallen les tiges, surt una secreció lletosa.  Coléters interpeciolars inconspicus, algunes vegades amb estípules foliàcies. Fulles oposades, eglandulars, sense coléters en el nervi central del feix, sense domacis. Inflorescències cimoses o tirsoides, axil·lars o terminals, amb poques a moltes flors. Les bràctees inconspicues o foliàcies. Les flors amb un calze de 5 sèpals, iguals o conspícuament desiguals, amb diversos coléters a la base de la cara adaxial. La corol·la infundibuliforme o poques vegades hipocraterimorfe, sense estructures coronals accessòries, glabra o diminutament martinenc, el tub recte o lleument geperut, els llimbs actinomorf, l'estivació dextrorsa; estams inclosos, les anteres connivents i aglutinades al capdavant estigmàtica; gineceu 2- carpelar, els òvuls nombrosos; cap estigmàtica fusiforme; nectari 5- lobulat, els lòbuls sencers o variablement laciniats. Els fruits en fol·licles apocàrpics, cilíndrics o alguna cosa comprimits, continus, glabres o pubescents. Les llavors seques, nombroses, truncades i comoses en l'àpex micropilar.

## Taxonomia
El gènere va ser descrit per George Bentham i publicat a Journal of Botany, being a second series of the Botanical Miscellany 3: 242. 1841.

## Espècies seleccionades
| - Odontadenia affinis Woodson - Odontadenia amazonica Malme - Odontadenia angustifolia A.DC. |